# カルビン大学校
カルビン大学校（カルビンだいがっこう、朝鮮語: 칼빈대학교、英語: Calvin University）は、京畿道龍仁市器興区に本部を置く大韓民国の私立大学である。

## 歴史
ソウル特別市龍山区東子洞にあったトンソン教会内に、1954年7月に大韓イエス教長老会によって設置された夜間神学校が始まり。同校は1956年にソウル特別市西大門区西小門洞にあった平安教会堂に移転し、1959年に大韓イエス教長老会の分裂により廃校となる。
1960年に大韓イエス教長老会夜間神学校は盧震鉉を校長として再度開校する。1962年、校名をカルビン神学校に変更する。また、1967年、西大門区巡和洞に校舎を移転。カルビン大学校が龍仁市で開校したのは1997年3月のことである。

## 組織

### 学部
- 神学部
- 牧会秘書学科
- 児童保育学科
- 教会音楽科
- 実用音楽科

### 大学院
- 一般大学院
  - 神学科
- 神学大学院
  - 牧会学
- 説教大学院
  - 神学科

## 学術交流協定

### 海外
- ノースパーク大学（英語版）（アメリカ合衆国）
- バイオラ大学（アメリカ合衆国）
- Providence College and Theological Seminary（カナダ）
- シリマン大学（英語版）（フィリピン）
- フリーステート大学（英語版）（南アフリカ共和国）